# Inspec
Inspec — бібліографічна база даних, що охоплює літературу з фізики, електроніки, комп'ютерних наук та техніки. Керує та оновлює базу даних Інститут техніки та технології (IET).
Inspec є результатом розвитку реферування, походження якого сягає 1898 року. База складається з понад 4000 наукових журналів, близько 2000 матеріалів конференцій, монографій й звітів. На початку 2009 року у базі даних нараховувалося 10 мільйонів записів.
Щороку база даних зростає приблизно на 700 000 записів про публікації, більшість з яких опубліковано у наукових журналах видавництва.
База даних доступна в Інтернеті на Inspec безпосередньо або через посередників на умовах платної підписки.

## Українські журнали в Inspec
Станом на червень 2013:
| Українські видання у Inspec                                                                             | Українські видання у Inspec                                                                              | Українські видання у Inspec | Українські видання у Inspec | Українські видання у Inspec |
| Назва (укр.)                                                                                            | Назва (Inspec)                                                                                           | ISSN                        | Роки покриття               | Кількість статей ~          |
| --- | --- | --------------------------- | --------------------------- | --------------------------- |
| Вісник Сумського державного університету                                                                | Bulletin of Sumy State University                                                                        | —                           | 2009                        | 53                          |
| Вісник Національного технічного університету «Харківський політехнічний інститут»                       | Bulletin of the National Technical University of Kharkov Polytechnic Institute                           | —                           | 2012-2013…                  | 2213                        |
| Вісник Національного університету «Львівська політехніка», Комп'ютерні науки та інформаційні технології | Bulletin of the National University Lvivska Polytechnika. Computer Sciences and Information Technologies | —                           | 2009-2011                   | 1010                        |
| Condensed Matter Physics                                                                                | Condensed Matter Physics                                                                                 | 1607-324X                   | 1986-2013…                  | 1207                        |
| Електронне моделювання                                                                                  | Elektronnoe Modelirovanie                                                                                | 0204-3572                   | 1980-2013…                  | 2169                        |
| Вісник двигунобудування                                                                                 | Herald of Engine Building                                                                                | 1727-0219                   | 2009                        | 69                          |
| Журнал фізичних досліджень                                                                              | Journal of Physical Studies                                                                              | 1027-4642                   | 1996-2012                   | 830                         |
| Металофізика та новітні технології                                                                      | Metallofizika i Noveishie Tekhnologii                                                                    | 1024-1809                   | 1995-2013…                  | 2573                        |
| The Paton Welding Journal                                                                               | Paton Welding Journal                                                                                    | 0957-798X                   | 2013…                       | 32                          |
| Радіоелектронні i комп'ютерні системи                                                                   | Radio Electronics and Computer Systems                                                                   | 1814-4225                   | 2009-2012                   | 305                         |
| Радіоелектроніка, інформатика, управління                                                               | Radio Electronics, Computer Science, Control                                                             | 1607-3274                   | 2009                        | 26                          |
| Вісник Тернопільського національного технічного університету                                            | Scientific Journal of the Ternopil State Technical University                                            | 1727-7108                   | 2009                        | 40                          |
| Фізика напівпровідників, квантова та оптоелектроніка                                                    | Semiconductor Physics Quantum Electronics & Optoelectronics                                              | 1560-8034                   | 1998-2013…                  | 826                         |
| Вісник Кременчуцького національного університету імені Михайла Остроградського                          | Transactions of Kremenchuk Mykhailo Ostrohradskyi National University                                    | 1995-0519                   | 2012-2013…                  | 174                         |
| Науковий журнал Інституту фізичної оптики                                                               | Ukrainian Journal of Physical Optics                                                                     | 1609-1833                   | 2005-2011                   | 145                         |
| Український фізичний журнал                                                                             | Ukrainian Journal of Physics                                                                             | 0960-6068                   | 1991-2013…                  | 1625                        |
| Известия высших учебных заведений. Радиоэлектроника                                                     | Radioelectronics and Communications Systems                                                              | 0735-2727                   | ?                           | ?                           |